# Hiroko Kasahara
Hiroko Kasahara (Japans: 笠原 弘子, Kasahara Hiroko) (Shibuya (Tokio), 19 februari 1970) is een seiyū en J-pop-zanger. Ze begon haar carrière op 13-jarige leeftijd in de Japanse televisieserie Vifam. Hierop volgde vele rollen, waaronder Yu-Gi-Oh! Duel Monsters GX.

## Opvallende stemrollen
- Nanako Misonou in Oniisama e
- Fuu Hououji in Magic Knight Rayearth
- Sayo Amakusa / Magdalia in Rurouni Kenshin
- Azalyn in Irresponsible Captain Tylor
- Naomi Armitage in Armitage III
- Ishtar in The Super Dimension Fortress Macross II: Lovers, Again
- Ami in DNA²
- Hitomi Kasahara in Shinesman
- Arieta Lyuis in Growlanser II: The Sense of Justice
- Sora Akanegasaki in Ever17 -the out of infinity-
- Princess Rose in Yu-Gi-Oh! Duel Monsters GX
- Koudelka Iasant in Shadow Hearts
- Sakura Tomoe in Weiss Kreuz
- Retsu Unohana in Rock Musical BLEACH
- Kachua Pearson in Vifam (op 13-jarige leeftijd)